# Carolina Guillén
Carolina Guillén (Caracas, Venezuela, 5 de febrero de 1980) es una periodista deportiva venezolana.

## Biografía
Guillén se incorporó en agosto de 2004 a SportsCenter, el noticiero deportivo de ESPN que se emite diariamente desde Buenos Aires. En el 2008 se reubicó en Estados Unidos para incorporarse al equipo de ESPN Deportes.
Esta periodista hizo su debut en ESPN en la cobertura de un Juego de Estrellas de las Grandes Ligas de Béisbol desde Houston, apenas había dejado los micrófonos de Meridiano TV y ya se hacía en otro país reportando para un canal internacional Líder Mundial en Deportes. Es la primera mujer venezolana en llegar a ESPN y abrirle las puertas al resto que siguió sus pasos.
Ella ha participado en la cobertura de All Stars, incluyendo el último Juego de Estrellas celebrado en el Yankee Stadium, Juego de Futuras Estrellas y Competencia de Cuadrangulares, Serie Mundial de Pequeñas Ligas, Clásico de Béisbol, X Games, Series del Caribe, Liga Profesional de Béisbol Venezolano, cobertura de partidos de la Vinotinto durante las eliminatorias mundialistas. Entre lo más reciente destaca su cobertura el US Open de este año desde New York y los Juegos Olímpicos Londres 2012.
Adicionalmente, Guillén participó en Canal Jetix con el programa Copa Jetix y su voz fue utilizada para doblar en español el personaje de “Colette” en la película de Walt Disney: “Ratatouille” en 2007.
Carolina Guillén es Licenciada en Comunicación Social y dio sus primeros pasos en televisión en el canal venezolano TV Familia luego en la señal deportiva de Venezuela, Meridiano TV. Fue una de las pioneras de la televisión de su país en trabajar en deportes, a partir de sus comentarios sobre béisbol y entrevistas a jugadores. 